# Campo di concentramento di Melk
Il campo di concentramento di Melk è stato un sottocampo del lager di  Mauthausen, in funzione dall'11 aprile 1944 all'11 aprile 1945.

## Storia
Nella Bassa Austria, l'11 aprile 1944 fu aperto nei pressi della cittadina di Melk, un campo di concentramento, che inizialmente doveva ospitare 500 detenuti, per lo più internati per ragioni politiche. Il culmine di internati a Melk fu di 10.352 detenuti. Essi dovevano scavare lunghe gallerie, nelle montagne di Roggendorf e di Loosdorf. Per occultare le operazioni, il progetto fu chiamato Quarz, ovvero quarzo, la composizione dei due monti. I prigionieri scavarono sei gallerie, che ospitavano industrie di armamenti bellici, nelle quali si lavorava in tre turni di lavoro. Ma lavoravano anche in costruzioni di dighe e fognature, e altri lavori utili alle SS.
L'11 aprile 1945 il campo fu abbandonato dai nazisti per l'ingresso degli Alleati; essi trovarono vive 7.478 persone. Nell'evacuazione parziale, i bambini, i vecchi e gli ammalati furono portati a Mauthausen, mentre i più sani furono portati al sottocampo di Ebensee, via battello da Linz. Di Melk è rimasto solamente il forno crematorio.

## Le vittime di Melk

### I metodi delle uccisioni a Melk
Gli internati di Melk, come quelli di  Mauthausen e dei suoi sottocampi, venivano uccisi in molteplici maniere:
- incidenti sul lavoro
- iniezioni di fenolo al cuore
- fucilati in simulazioni di fughe
- gasati nelle camere a gas del castello di Harteim
- torturati e uccisi dai Kapo e dalle SS[1]

### Le vittime
Le vittime furono circa 5.000, e vennero cremate in un vicino forno crematorio, nel quale adesso vi è un memoriale. Fra di esse si ricorda Giuseppe Pagano, architetto.